# ウスコーヴォ停留場
ウスコーヴォ停留場（ロシア語: о.п. Усково）は、ロシア連邦サハリン州ティモウスク管区ウスコーヴォ村にかつてあったロシア鉄道コルサコフ-ノグリキ線の停留場である。

## 概要
1978年、コルサコフ-ノグリキ線 ティモフスク駅 - ノグリキ駅間開通により設置。2012年現在で貨物および旅客列車の発着はなかった。